# Break (chanson)
Pour les articles homonymes, voir Break.
Singles de Three Days Grace
Riot
(2007) The Good Life (en)
(2010)
Pistes de Life Starts Now
Bitter Taste World So Cold
Break est une chanson du groupe de metal alternatif canadien Three Days Grace ; c’est le premier single de leur troisième album Life Starts Now, il est sorti le 1er septembre 2009.

## Clip vidéo
Le clip, réalisé par P. R. Brown (en), commence avec les membres de la bande entrant dans des chambres séparées qui correspondent à des couleurs de leurs vêtements (Adam vêtu de blanc, Barry en rose, Neil vêtu de noir, et Brad en gris), et montre quatre balles, en respectant les couleurs mentionnées plus haut, comme des pendules. Le début de la piste Someone Who Cares sert d’intro au clip. Le groupe commence à jouer dans ces chambres séparées. Des ventilateurs géants apparaissent et commencent à ronronner. Comme la chanson progresse, des balles flottantes sont tirées sur des fans géants et frappent chaque membre du groupe, en les laissant dans une des couleurs d’un de leurs compagnons. La chanson se termine avec les membres du groupe sortant dans un couloir, les quatre balles de peinture les suivants.